# 克里斯·德拉姆
克里斯托弗·詹姆斯·德拉姆（英語：Christopher James Drum，1974年7月10日—），新西兰男子板球运动员。他曾代表新西兰国家队参加1998年英联邦运动会板球比赛，获得一枚铜牌。